# مهدی بوشاتی
مهدی بوشاتی (آلبانیایی: Mehdi Bushati؛ زادهٔ ۲۰ فوریهٔ ۱۹۳۹) بازیکن فوتبال اهل آلبانی بود.
از باشگاه‌هایی که در آن بازی کرده‌است می‌توان به باشگاه فوتبال دینامو تیرانا اشاره کرد.
وی همچنین در تیم ملی فوتبال آلبانی بازی کرده‌است.